# بوذنيب
بوذنيب هي مدينة مغربية تقع جنوب شرق المغرب، شرق مدينة الراشيدية بـ 90 كم، وغرب مدينة بوعنان بـ 56 كم. وتنتمي إلى جهة درعة تافيلات.

## السكان
عدد سكان المدينة حوالي 9.867 نسمة حسب (إحصاء 2004). ويعتمد أغلب سكانها على الفلاحة والتجارة تعتمد في فلاحتها على المزروعات المعاشية الاستهلاكية، و بيع التمور  وهي مدينة لها تاريخ عريق يشهد لها الكل بذلك أما تقدير 2015 فسكانها قد تجاوز 20000 نسمة.

## مباني ومنشآت

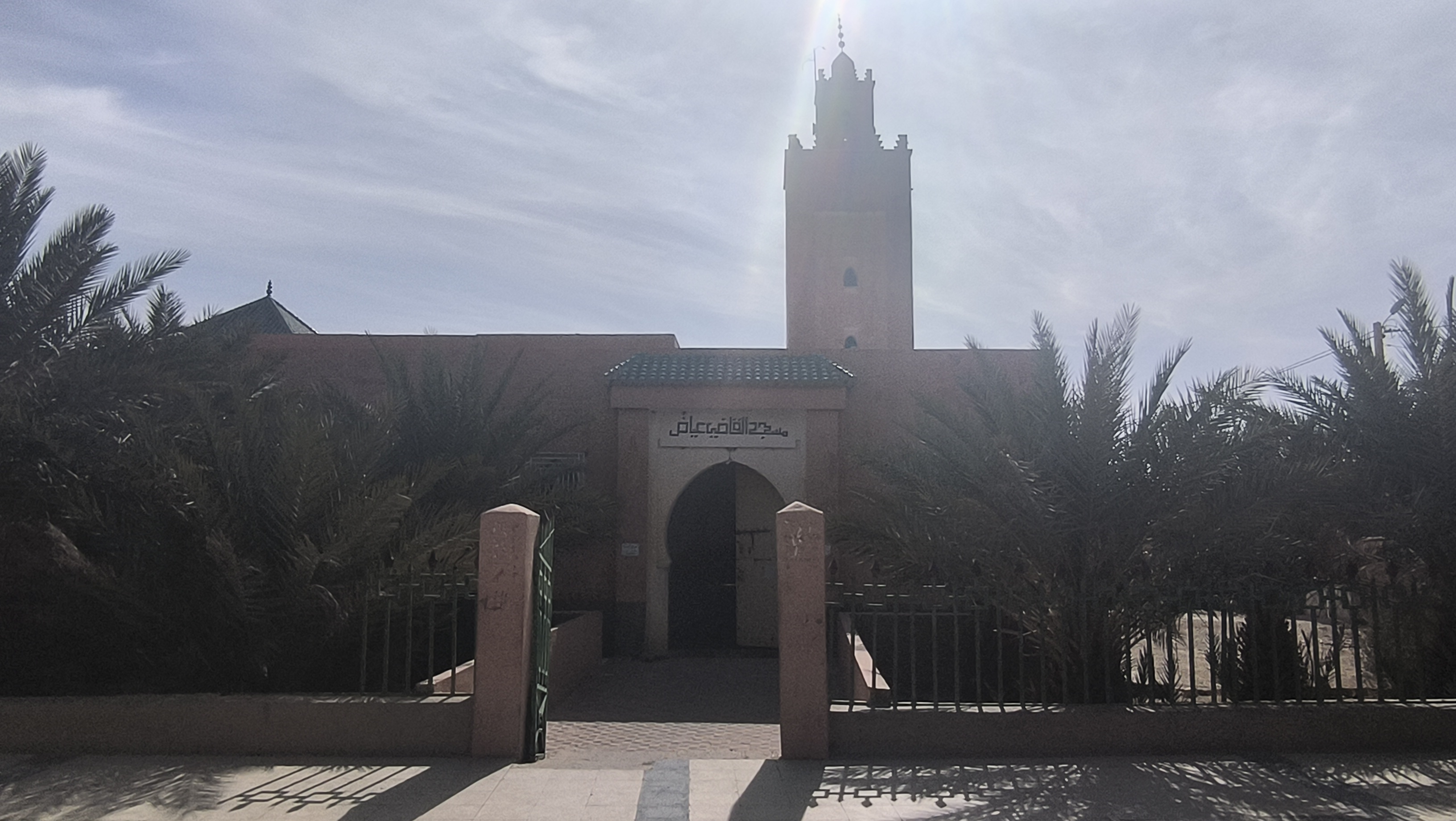
مسجد القاضي عياض من أقدم المساجد في مركز بوذنيب

وهي تحتوي على 6 مساجد فقط لقلة السكان وقد شهدت استثمارات مثمرة في الأيام الأخيرة. فقد تم بناء عدة مستلزمات ضرورية كالبنك الشعبي والقرض الفلاحي وقاعة مغطاة وكثير من التجهيزات الأخرى.

## الأحياء
وتتكون بلدية بوذنيب من 7 أحياء وأهمها حي المسيرة وحي الجديد .وحي المطار و الحي المحمدي و مركز المدينة و طربة ، إضافة إلى 6 قصور قصر بوذنيب و قصر الطاوس و قصر ولاد علي و قصر بنيوزم  و قصر السهلي و قصر تازگارت و قصر قدوسة و قصر الگرعان (و الذي تم نقله بسبب مشروع سد وادي گير)

## الأنشطة والتعليم

### الرياضة
أما الرياضة في بوذنيب فكرة القدم هي الرياضة السائدة هناك وقد تم تأسيس نادي لكرة القدم تحت اسم اتحاد بوذنيب لكرة القدم وفريق نسوي تحت مسمى النادي متعدد الرياضات وتحتوي على ملعب وحيدلكرة القدم . وتعرف رياضة الكرة الحديدية انتشارا واسعا في صفوف الشباب و الاناث ايضا

### التعليم
التعليم في بوذنيب: تحتوي بوذنيب على ثانوية واحدة وإعدادية واحدة و5 مدارس ابتدائية.

## سبب التسمية
تقول الرواية الشفوية أنها جاءت نتيجة امتداد خط تلال إلى الجنوب منها على شكل ذنب…يتصل مباشرة بهضبة كير. 
وقد تبين وجود هذا الخط من خلال الخريطة الطبغرافية للمدينة وهو خط تفريق المياه الذي يشكل نهاية حوض الدويس غربا. وتقول رواية أخرى: أنه كان بمدينة بوذنيب حيوان له ذنب طويل تتميز به عن غيرها من المدن سمي أنذاك “أبو ذنيب”. 
كلتا الروايتين صحيحتين إذ تصبان في نفس المنحى والمعنى، فليس هناك من وثائق تثبت صحة رواية عن أخرى.

## تاريخ
كانت مدينة بوذنيب قبل يوم 13 ماي 1908 تعيش أيامها في رخاء و هناء يسود بينهم السلم و المحبة، إلى أن جاء اليوم الموعود الذي دخل فيه الدخيل الفرنسي منطقة بوذنيب ليقلب أحوالها رأسا على عقب، عندما استعمر الجنرال فيجي منطقة بوذنيب، أخذ في السيطرة على مجمل مراكز التسيير العسكري بالإضافة إلى إنشاء قاعدة للتفتيش الجمركي(الديوانة).
تحولت حياة البوذنيبين بشكل عام في كل مجالات و انماط عيشهم و من مظاهر هذا التحول أنهم أصبح لديهم دستور أو قانون وضعي حيث اجتمع “آيتا ونبكي” و جماعة قصر بوذنيب” يوم 21 دجنبر 1910،لتأسيس قانون يحافظ على كيانهم بينهم و ينظم حياتهم المدنية.
و رغم ذلك استمرت قبائل بوذنيب في طرد المستعمر حيث تخللت فترة الاستعمار مجموعة من المعارك التي ساهمت في طرد المستعمر من المنطقة و كذا من المغرب بأكمله، حيث كان لابد ان تجد أحد أبناء بوذنيب في إحدى حركات المقاومة التي انتشرت آنذلك. ورغم كل هذه الجهود التي بذلها أبناء بوذنيب فإنه لم يتم اعتراف ببسالتهم و شجاعتهم في الرد العنيف على المستعمر.
بمجرد ما ان بدت طلائع الغزو الاستعماري الفرنسي تبدو من افق الحدود الجزائرية المغربية تعالت معه صيحات الفئات المتنورة بالتنديد بتحرشات فرق الغزو التي دأبت على استفزاز قبائل الحدود والتحرش بالاراضي المغربية، وارتفعت بموازاة ذلك صيحات استنهاض الهمم والدعوة للجهاد المقدس في جو مشحون بعقيدة دينية تضلعت فيها الزاوية الدرقاوية بقيادة شيخها سيدي محمد العربي في مرحلة اولى ثم بعد ذلك مولاي احمد السبعي الذي قاد المقاومة في منطقة الجنوب الشرقي عموما، وفي بوذنيب خصوصا طيلة العقدين الاولين من القرن العشرين، حيث انخرطت معه قبائل متطوعة من ايت شغروشن وايت ازدك وايت مرغاد وايت يوسي وأولاد الناصر واولاد جرير والشرفاء…
وانطلاقا من بوذنيب كانت تنطلق فلول المقاومين بقيادة مولاي لحسن السبعي حيث عرفت المنطقة معارك دامية ابسل فيها المقاومين كمعركة بني وزيم ومعركة اغزديس ومعركة الكارة ومعركة العطشانة ومعركة مسكي ….
ومن ثم شكلت بوذنيب مهد للمقاومة ضد الاستعمار في مرحلة متقدمة.